# Greene County (Illinois)
Greene County is een county in de Amerikaanse staat Illinois.
De county heeft een landoppervlakte van 1.407 km² en telt 14.761 inwoners (volkstelling 2000). De hoofdplaats is Carrollton.